# Соболев, Сергей Львович
Серге́й Льво́вич Со́болев (23 сентября [6 октября] 1908, Санкт-Петербург — 3 января 1989, Москва) — советский математик, занимавшийся математическим анализом и дифференциальными уравнениями в частных производных. Академик АН СССР (1939). Герой Социалистического Труда (1951). Лауреат трёх Сталинских премий и Государственной премии СССР.

## Биография

Мемориальная доска в Новосибирске

Родился в Петербурге в семье присяжного поверенного Льва Александровича Соболева. Рано лишился отца, главная забота о его воспитании легла на мать — Наталью Георгиевну, высокообразованную женщину, учительницу и врача, которая приложила огромное старание, чтобы развить незаурядные способности сына, проявившиеся в раннем возрасте.
В годы гражданской войны с 1918 по 1923 год жил вместе с матерью в Харькове, где учился в техникуме. Программу средней школы освоил самостоятельно, особенно увлекаясь математикой. Переехав в 1923 году из Харькова в Петроград, поступил в последний класс 190-й школы. В школе, где он учился, преподавали лучшие учителя Петербурга. В школе интересовался математикой, физикой, медициной, литературой, увлекался стихами и музыкой. Учительница математики, увидев в Сергее будущего талантливого математика, настойчиво рекомендовала ему поступить на математический факультет университета.
В 1924 году окончил школу с отличием, в 1924—1925 годах учился в 1-й Государственной художественной студии по классу игры на фортепьяно. В 1925 году поступил в Ленинградский университет.
В университете профессора Н. М. Гюнтер и В. И. Смирнов, заметив любознательность и старание молодого студента, привлекли его к научной работе. Н. М. Гюнтер был научным руководителем Соболева. Своим вторым учителем он до своих последних дней почитал В. И. Смирнова. В университете углублённо изучал теорию дифференциальных уравнений, слушал лекции известных математиков В. И. Смирнова, Г. М. Фихтенгольца, Б. Н. Делоне. Одна из статей Соболева была напечатана в «Докладах Академии наук».
Как математик начал свою деятельность с приложений — и в университете, и после окончания его. Студенческую практику проходил в Ленинграде на заводе «Электросила» в расчётном бюро. Первой задачей, решённой им, было объяснение появлений новой частоты собственных колебаний у валов с недостаточной симметрией поперечного сечения.
В 1929 году окончил физико-математический факультет Ленинградского университета.
После окончания университета начал заниматься геофизикой в Сейсмическом институте. Вместе с академиком В. И. Смирновым открыл новую область в математической физике — функционально инвариантные решения, позволяющие решить ряд сложнейших задач, связанных с волновыми процессами в сейсмологии. В дальнейшем метод Смирнова — Соболева нашёл широкое применение в геофизике и математической физике.
С 1934 года заведовал отделом дифференциальных уравнений с частными производными в Математическом институте им. В. А. Стеклова АН СССР. В 1930-х годах получил ряд важных результатов по аналитическим решениям систем дифференциальных уравнений в частных производных, интегро-дифференциальных уравнений со многими независимыми переменными, предложил новые методы решения задачи Коши для уравнений в частных производных второго порядка. Эти результаты были опубликованы им в «Докладах АН СССР», Трудах 2-го Всесоюзного математического съезда (1934), сборнике «Математика и естествознание в СССР» (1938).
1 февраля 1933 года в возрасте 24 лет был избран членом-корреспондентом, а 29 января 1939 года (в возрасте 30 лет) — действительным членом АН СССР по Отделению математических и естественных наук (математика). Учёная степень доктора физико-математических наук ему была присвоена в 1934 году. В 1940-х годах развивал направление функционального анализа и вычислительной математики для решения задач математической физики. Им была написана монография «Уравнения математической физики», третье издание которой вышло в свет в 1954 году.
С 1945 по 1948 г. работал в Лаборатории № 2 (впоследствии ЛИПАН и Институт атомной энергии имени И. В. Курчатова), занимаясь проблемами атомной бомбы и атомной энергетики. Вскоре он стал одним из заместителей И. В. Курчатова и вошёл в группу И. К. Кикоина, где занимались проблемой обогащения урана с помощью каскадов диффузионных машин для разделения изотопов. С. Л. Соболев работал как в группе по плутонию-239, так и в группе по урану-235, организовал и направлял работу вычислителей, разрабатывал вопросы регулирования процесса промышленного разделения изотопов и отвечал за снижение потерь производства.
В годы работы в ЛИПАНе С. Л. Соболеву удалось завершить подготовку к печати главной книги своей жизни «Некоторые применения функционального анализа в математической физике», в которой он подробно изложил теорию пространств функций с обобщёнными производными, вошедшими в науку как пространства Соболева, сыгравшие исключительную роль в формировании современных математических воззрений. В частности, на основе методов функциональных пространств, предложенных Соболевым, были получены известные неравенства Соболева, позволяющие исследовать существование и регулярность решений дифференциальных уравнений в частных производных. Предыстория обобщённых функций и будущих пространств Соболева включает исследования В. А. Стеклова, К. О. Фридрихса, Г. Леви, С. Бохнера (Salomon Bochner) и др. Свою теорию обобщённых функций С. Л. Соболев предложил в 1935 году. Через 10 лет к аналогичным идеям пришёл Л. Шварц, который связал воедино все прежние подходы и предложил удобный формализм, основанный на теории топологических векторных пространств, и построил теорию преобразования Фурье обобщённых функций, которой у С. Л. Соболева не было. Соболев высоко оценивал этот вклад Л. Шварца. Однако в подтверждение особого вклада С. Л. Соболева, как первооткрывателя нового исчисления, выдающийся французский математик Жан Лерэ, лекции которого в своё время посещал Л. Шварц, указывал — «распределения (обобщённые функции), изобретённые моим другом Соболевым».
В 1952 году возглавил кафедру вычислительной математики механико-математического факультета Московского государственного университета, образованную в 1949 г. На эту кафедру С. Л. Соболев пригласил в 1952 году в качестве профессора А. А. Ляпунова для чтения курса «Программирование».
В 1955 году выступил инициатором создания при кафедре вычислительного центра, позднее выросшего в Вычислительный центр МГУ. Директором центра стал профессор кафедры И. С. Березин. Центр за короткое время вошёл в число самых мощных в стране (вычислительная мощность центра в первые годы существования составляла свыше 10 % суммарной вычислительной мощности всех имевшихся тогда в СССР компьютеров).
Вместе с М. А. Лаврентьевым и С. А. Христиановичем стал инициатором создания и организатором Сибирского отделения Академии наук СССР, начавшегося со строительства Новосибирского академгородка.
С 1957 по 1983 г. возглавлял созданный им в Новосибирске Институт математики Сибирского отделения АН СССР, который в настоящее время носит его имя, где появились крупные математические школы в области функционального анализа, дифференциальных уравнений, математической экономики, алгебры и логики, геометрии и топологии, кибернетики. Способствовал становлению новосибирских школ вычислительной математики и программирования. В сибирские годы создал теорию кубатурных формул, предложив принципиально новый подход к численному интегрированию с помощью методов теории обобщённых функций.
С. Л. Соболев отличался не только широкой эрудицией учёного, блестящим талантом математика, но и активной жизненной позицией. В 1950-х годах, когда кибернетика и генетика считались в СССР «лженаукой», Соболев активно встал на их защиту. В 1955 году подписал «Письмо трёхсот». Статья С. Л. Соболева, А. И. Китова, А. А. Ляпунова «Основные черты кибернетики», опубликованная в журнале «Вопросы философии», сыграла определяющую роль в изменении отношения к кибернетике.
В начале 1960-х годов выступил в поддержку работ Л. В. Канторовича по применению математических методов в экономике, которые тогда считались в СССР отступлением от «чистопородного» марксизма-ленинизма и средством апологетики капитализма. Резолюция методологического семинара Института математики СО АН СССР, содержащая оценку работ Л. В. Канторовича, была подписана академиком С. Л. Соболевым и членом-корреспондентом АН СССР А. В. Бицадзе и опубликована в ответ на погромную статью главного редактора журнала «Вопросы экономики» Л. М. Гатовского в журнале «Коммунист».
Был одним из академиков АН СССР, подписавших в 1973 году письмо учёных в газету «Правда» с осуждением «поведения академика А. Д. Сахарова». В письме Сахаров обвинялся в том, что он «выступил с рядом заявлений, порочащих государственный строй, внешнюю и внутреннюю политику Советского Союза», а его правозащитную деятельность академики оценивали как «порочащую честь и достоинство советского учёного».

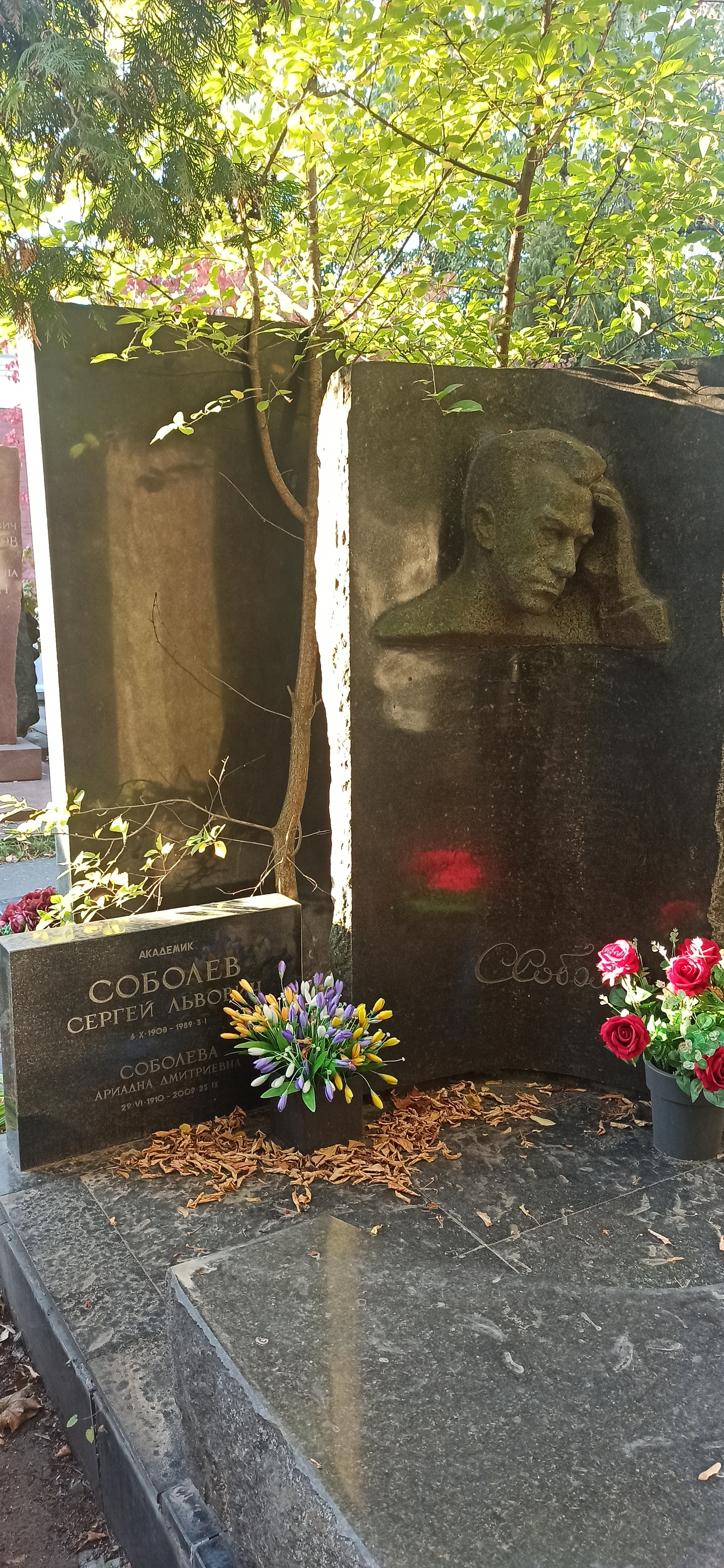
Могила Соболева С. Л. на Новодевичьем Кладбище

Скончался 3 января 1989 года. Похоронен в Москве на Новодевичьем кладбище.
Дочь Наталья, с 1954 года замужем за академиком РАН Ю. Н. Парийским.

## Основные работы
- Введение в теорию кубатурных формул. М., 1974;
- Некоторые применения функционального анализа в математической физике. 3-е изд. М., 1988;
- Уравнения математической физики. 5-е изд. М., 1992;
- Избранные труды. Новосибирск, 2003—2006. Т. 1-2.

## Награды
- Герой Социалистического Труда (8 декабря 1951)
- 7 орденов Ленина (10 июня 1945; 1949; 8 декабря 1951; 19 сентября 1953; 30 октября 1958; 29 апреля 1967; 17 сентября 1975)
- орден Октябрьской Революции (1978)
- орден Трудового Красного Знамени (1954)
- орден «Знак Почёта» (1940)
- медали
- Сталинская премия I степени (1951)
- Сталинская премия I степени (1953)
- Сталинская премия II степени (1941) — за научные работы по математической теории упругости: «Некоторые вопросы теории распространения колебаний» (1937) и «К теории нелинейных гиперболических уравнений с частными производными» (1939)
- Государственная премия СССР (1986)
- Большая золотая медаль имени М. В. Ломоносова АН СССР (1988, посмертно) — за выдающиеся достижения в области математики
- Золотая медаль «За заслуги перед наукой и человечеством» (АН Чехословакии, 1977)

## Память
- В честь академика С. Л. Соболева на здании Института математики СО РАН в Новосибирске и на жилом доме по улице Академика Петровского, 3 в Москве установлены мемориальные доски.
- Именем С. Л. Соболева названы Институт математики СО РАН и одна из аудиторий НГУ.
- Учреждены премия его имени для молодых учёных СО РАН, стипендия для студентов НГУ.
- В память об учёном проведено несколько международных конгрессов в Москве и Новосибирске.
- В 2008 году в Новосибирске состоялась международная конференция, посвящённая 100-летию С. Л. Соболева. На конференцию было подано около 600 заявок, приняло участие 400 математиков.